# Peprilus triacanthus
Peprilus triacanthus és una espècie de peix marí pertanyent a la família dels estromatèids i a l'ordre dels perciformes.

## Morfologia
El seu cos (ovalat, una mica allargat i força comprimit) fa 30 cm de llargària màxima (encara que la seua mida més normal és de 20) i és color blau clar al dors, argentat a la part inferior i amb nombroses taques fosques irregulars als costats dels peixos vius (s'esvaeixen quan és mort). Bases de les aletes dorsal i anal força allargades (si fa no fa, són de la mateixa longitud), amb els radis anteriors elevats i amb ambdues aletes precedides per 3 espines curtes i febles. Aleta caudal força bifurcada. Aletes pectorals allargades (més que la longitud total del cap) i punxegudes. Absència d'aletes pelvianes. Sense aleta adiposa. Presenta una sèrie de 17-25 porus al llarg de la meitat anterior del cos per sota de l'aleta dorsal. Línia lateral alta, contínua i resseguint el perfil dorsal. Escates petites i amb presència també a les galtes. 17-20 vèrtebres caudals. Musell curt i rom. La mandíbula inferior es projecta una mica més enllà de la superior. Boca petita i amb l'extrem del maxil·lar sense arribar a la vora anterior dels ulls. Dents mandibulars molt petites, en una sola fila i, en el cas de les de la mandíbula superior, aplanades i amb 3 cúspides. Ulls de grandària mitjana i envoltats d'una petita àrea de teixit adipós.

## Ecologia
És un peix marí i d'aigües salabroses, bentopelàgic (entre 15 i 420 m de fondària, normalment fins als 55), oceanòdrom i de clima subtropical (54°N-22°N), el qual forma grans moles sobre la plataforma continental (llevat dels mesos d'hivern en què descendeix a aigües més fondes) de l'Atlàntic occidental: des de l'est de Terranova i el golf de Sant Llorenç (Canadà) fins a Palm Beach (l'est de Florida, Estats Units), Cuba i el golf de Mèxic, incloent-hi la badia de Chesapeake i el golf de Maine És absent de les Bermudes i del mar Carib. Els juvenils es troben, generalment, sota algues flotants i entre meduses.
La fecundació és externa i els progenitors no tenen cura ni dels ous ni dels alevins. El sac vitel·lí és absorbit quan fa aproximadament 2,5 mm de longitud i les aletes són completament formades quan en fa 15.
Els adults es nodreixen principalment de meduses, calamars, quetògnats, crustacis i cucs. El seu nivell tròfic és de 3,97. És depredat pel tauró nassut (Carcharhinus altimus), el tauró gris (Carcharhinus plumbeus), el tauró de nit (Carcharhinus signatus), la tintorera (Prionace glauca), el solraig (Isurus oxyrinchus), Lophius americanus, el lluç platejat (Merluccius bilinearis), el llobarro atlàntic ratllat (Morone saxatilis), Odontaspis taurus, el tallahams (Pomatomus saltatrix), Raja eglanteria, el corball reial (Cynoscion regalis), Acanthocybium solandri, Stenotomus chrysops, el peix martell (Sphyrna zygaena), Squatina dumeril, Mustelus canis, el peix espasa (Xiphias gladius) i la tonyina (Thunnus thynnus).
És inofensiu per als humans; el seu índex de vulnerabilitat és baix (19 de 100); es comercialitza fresc, fumat i congelat (la major part de les captures són congelades amb destinació al Japó) i es menja fregit, a la graella i al forn.